# Măgurele, Prahova
Măgurele là một xã thuộc hạt Prahova, România. Dân số thời điểm năm 2002 là 4891 người.